# Kostní věk
Kostní věk je jeden z několika parametrů (dále např. mentální věk, kalendářní věk, aj.) využívaných při posuzování věku dítěte. Tento parametr je určen stupněm osifikace kostí jedince, která začíná již prenatálně, ale především se jedná o postnatální procesy. Posouzení kostní zralosti postkraniálního skeletu/kostní věk - je považováno za nejpřesnější metodu pro určení biologického věku dítěte. Existují velké rozdíly mezi lokalitami i mezi postupem osifikace u jednotlivých generací, proto se při posuzování věku využívá pouze údajů z posledních deseti let, získaných u evropské a severoamerické populace. Pohlavní dimorfismus činí přibližně dva roky – dívky jsou skeletálně zralejší.

## Osifikace
Během prenatálního vývoje dochází k primární osifikaci, přitom vznikají v diafýzách dlouhých kostí osifikační centra (jádra). Primární centra rostou longitudinálně a současně s jejich růstem vzniká dalšími procesy dřeňová dutina kosti a dále také plášťová a spongiozní část kosti. Výsledkem primární osifikace je fibrilární, vláknitá kost, která ještě není definitivní. Během dalšího vývoje plodu vznikají sekundární osifikační centra v epifýzách dlouhých kostí, která rostou radiálně. Výsledkem sekundární osifikace je lamelární kost, která je již definitivní tvarem i strukturou. Všechna centra osifikace procházejí určitým počtem morfologických stadií, jejichž určení je základem pro stanovení kostního věku. Nejlépe k tomuto účelu slouží rentgenový snímek ruky, kde je na malé ploše soustředěno velké množství osifikačních jader a také je snadno dostupná k vyšetření .

## Metody určení kostního věku
Pro určení kostního věku jsou v současnosti nejvyužívanější metody TW2, TW3 a GP. První metoda TW2 byla vytvořena Brity Tannerem a Whitehousem a je založena na hodnocení tvaru, velikosti a prostorových vztahů kostí ruky. Posuzuje se distální epifýza kosti vřetenní (radia) a loketní (ulny), dále první, třetí a pátý metakarp, falangy prvního, třetího a pátého prstu, sedm karpálních kůstek a dále se hodnotí osifikace skeletu ruky jako celku. Každá z kostí dostane podle stupně zralosti písmeno B až I (písmeno A patří dosud nezaloženým kostem) a pro bližší specifikaci je každý stupeň zralosti definován ještě slovy, náčrtem a dvěma rentgenovými snímky příslušné kosti. Dále je každému stadiu přidělena číselná hodnota – skóre. Součet jednotlivých hodnot dává dohromady SMS (skeletal maturity score), které může dosahovat hodnoty 0-1000. Dosahuje-li skóre hodnoty 1000 znamená to plnou kostní zralost, tj. ukončený růst skeletu.
TW3 je metoda, která postupně nahrazuje TW2. TW3 vychází z TW2, princip skorování a postupu kost po kosti je tentýž. Mezinárodní tým pod vedením prof. Tannera inovoval ale způsob hodnocení kostního věku . Protože dnes je biologické zralosti dosahováno dříve, bylo třeba recentních dat – Tannerův tým tedy pozměnil interpretaci kostního věkupodle nového souboru z roku 2001, pocházející z belgické, španělské a americké populace(Am. evropského původu). Rozdíl mezi hodnocením podle TW2 a TW3 pro děti od 9 let činí 1 rok, u dětí pod 9 let jsou výsledky stejné.
Poslední z nejhojněji využívaných metod hodnocení kostního věku je Greulich-Pyle, založena na porovnávání rentgenogramů s fotografickými standardy GP atlasu. Fotografie jsou doprovázené textem a porovnávají se odděleně chlapci (29 předloh) a dívky (31 předloh). Pracuje se s rentgenovým snímkem celého skeletu ruky najednou, nikoliv jednotlivě. GP metoda je rychlejší a méně pracná, ale také výrazně méně přesná, jak ukázal i článek The Reliability of the Greulich and Pyle Atlas When Applied to a Modern Scottish Population z roku 2013, kde vědci testovali GP metodu na souboru 406 jedinců skotské populace a ukázalo se, že při odhadu věku podle G-P metody došlo u chlapců do věku 13 let k podhodnocení věku a naopak u mužů starších 17 let k nadhodnocení. Je to tedy metoda stále použitelná i na moderní populaci, ale je vhodné počítat s odchylkou.

## Využití
Znalost kostního, resp. biologického věku je důležitá z mnoha důvodů: pediatři dokáží z této znalosti posoudit správný vývoj dítěte, popř. odhalit onemocnění, vývojové vady nebo nedostatečnou péči, související s opožděnou osifikací (- primární či hypofyzární trpaslictví, hypogonadismus příp. eunuchoidismus, endemická hypotyreóza, podvyživené děti, celiakie, těžký rachitis, adrenokortikotropní hyperfunkce – Cuschingův syndrom, homocystinurie, fenylketonurie, mukopolysacharidozy, metafysární dysplazie, spondylometafysární dysplazie, syndrom Prader – Williho, chronická ledvinná nedostatečnost Archivováno 13. 5. 2016 na Wayback Machine., vrozené srdeční vady, mukoviscidóza, dětí trpící nočním pomočováním) nebo naopak se zrychlenou osifikací (- adrenogenitální syndrom, hypergonadismus Archivováno 3. 10. 2016 na Wayback Machine. (pubertas praecox), juvenilní revmatoidní artritis, nádory epifýzy, nadledvin, hypofýzy, primární hypealdosteronismus, hypertyreóza, exogenní obezita, kongenitální lues, progerie, konstituční (cerebrální) gigantismus – m. Sotos, fibrozní dysplazie - s kožní pigmentací a předčasnou pubertou – McCuneho-Albrightův-Sterbergův syndrom). Z hlediska sportovního lékařství je kostní věk vodítko pro určení vhodného zatížení v tréninku, předpovězení období nejlepších výkonů jedince, dobu a stupeň rozvoje fyzických schopností apod. Při studiu kosterních pozůstatků, ať už z hlediska vědy nebo kriminalistiky za účelem identifikace jedince, je kostní věk jediným možným ukazatelem věku zemřelého.